# Il papavero è anche un fiore
Il papavero è anche un fiore (The Poppy Is Also a Flower) è un film per la televisione del 1966 diretto da Terence Young.
Film di spionaggio con protagonisti Trevor Howard, E.G. Marshall, Yul Brynner, Omar Sharif e Gilbert Roland.
La storia è tratta da un soggetto di Ian Fleming, scrittore dei romanzi di James Bond, sceneggiato da Jo Eisinger.
Nel cast figurano numerosi attori famosi: Marcello Mastroianni e Amedeo Nazzari (rispettivamente nei panni dei due poliziotti italiani, nel momento in cui la vicenda si sposta a Napoli), Senta Berger, Rita Hayworth, Anthony Quayle, Jack Hawkins, Hugh Griffith, Eli Wallach e il cantante Trini Lopez.

## Trama
L'ONU, preoccupata per il dilagare del consumo di stupefacenti, decide di intervenire, sguinzagliando agenti segreti alla ricerca delle fonti produttive di tali sostanze.
Per fare ciò, in Iran, il Colonnello Salem, capo della Sezione Narcotici, con l'appoggio degli Stati Uniti d'America e dell'Inghilterra, decide di intervenire, mettendo in atto un'operazione militare, allo scopo di eliminare una volta per tutte il problema.
Dopo aver "segnato" radioattivamente una partita di oppio nel bel mezzo del deserto asiatico,  due agenti statunitensi, giunti sul luogo, riescono a seguirne il percorso fino al suo arrivo in Europa su vari mercati. Data l'estensione, non sarà facile smantellare l'intera organizzazione di narcotrafficanti.

## Produzione
Il film è basato su un'idea di Ian Fleming, il creatore di James Bond. Finanziato in parte da una sovvenzione della Xerox, è stato prodotto dalle Nazioni Unite. Terence Young ha lasciato la regia di Agente 007 - Thunderball (Operazione tuono) per girare il film.
Il papavero è anche un fiore è stato l'ultimo di quattro film per la televisione commissionati dalle Nazioni Unite, per pubblicizzare le sue missioni per la pace mondiale. Il film era originariamente di ottanta minuti per la sua trasmissione televisiva sulla ABC. È stato ampliato a cento minuti per l'uscita nelle sale statunitensi distribuito dalla Astral Films nel 1967.
Dopo la sua trasmissione televisiva sulla ABC nel 1966, Eli Wallach ha vinto un Emmy Award come miglior attore non protagonista, per la sua interpretazione del boss della droga "Happy" Locarno. Questo è stato l'unico premio conseguito dal film.